# Десмитнек, Иван Иванович
Ива́н Ива́нович Де́смитнек (латыш. Ivans Desmitnieks, 1899—1965) — советский латвийский хозяйственный, партийный и государственный деятель.

## Биография
Родился в 1899 году в Бауском уезде. В 1915 году вместе с родителями уехал в Петроград. С 1918 года доброволец  Красной Армии. Прошел путь от красноармейца до командира кавалерийского полка. С 1919 года — участник Гражданской войны. За боевые заслуги в годы Гражданской войны награжден орденом Красного Знамени. Затем на хозяйственной и советской работе в РСФСР. Учился на авиастроительном факультете Ленинградского политехнического института. В 1930 г. переведен вместе с факультетом в Москву, где на базе этого факультета основан Московский авиационный институт. Выпускник Московского авиационного института.
После присоединения Латвии к СССР — 1-й секретарь Лиепайского городского комитета КП(б) Латвии, 1-й секретарь Лиепайского областного комитета КП Латвии, заведующий Отделом административных и торгово-финансовых органов ЦК КП Латвии, министр промышленности продовольственных товаров Латвийской ССР. начальник управления Совнархоза.
Член КПСС с июля 1917 года. Делегат XIX съезда КПСС.
Избирался депутатом Верховного Совета Латвийской ССР 3-го и 4-го созывов.
Умер в Риге 2 сентября 1965 года. Похоронен на Лесном кладбище.